# Adolfo (kommun)
Adolfo är en kommun i Brasilien.   Den ligger i delstaten São Paulo, i den södra delen av landet, 600 km söder om huvudstaden Brasília. Antalet invånare är 3 557.
Följande samhällen finns i Adolfo:
- Adolfo

Runt Adolfo är det ganska glesbefolkat, med 29 invånare per kvadratkilometer.